# Isis (cráter)

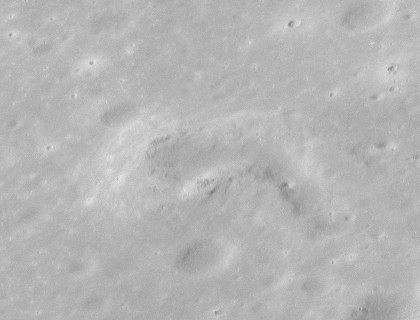
Fotografía de la misión Apolo 15

Isis es un pequeño cráter lunar situado en la parte sureste del Mare Serenitatis. Está ubicado al noreste del pequeño cráter Dawes y al oeste de los Montes Taurus. Al este-noreste de esta posición se encuentra el punto de aterrizaje de la misión Apolo 17, en el valle Taurus-Littrow.
|  |  |

Aunque se los conoce como "cráteres", Isis y el cercano Osiris es probable que sean pequeños conos volcánicos.

## Denominación
El nombre procede de una designación originalmente no oficial, contenida en la página 42C3/S2 de la serie de planos del Lunar Topophotomap de la NASA, que fue adoptada por la UAI en 1976, al igual que las denominaciones de los cráteres cercanos Mary, Robert, Osiris y Jerik.